# Herdecke
Herdecke è una città di 22 689 abitanti della Renania Settentrionale-Vestfalia, in Germania.
Appartiene al distretto governativo (Regierungsbezirk) di Arnsberg e al circondario (Kreis) dell'Ennepe-Ruhr (targa EN).
Herdecke si fregia del titolo di "Media città di circondario" (Mittlere kreisangehörige Stadt).